# 蒙椴
蒙椴（学名：Tilia mongolica）为锦葵科椴树属的植物。分布于蒙古以及中国大陆的山西、河北、辽宁、内蒙古、河南等地，生长于海拔800米的地区，一般生长在石边、山坡杂木林中、草原带固定沙地和阳坡，目前已由人工引种栽培。
种名mongolica意为蒙古的。 

## 别名
小叶椴、白皮椴、米椴